# Bernard Wijkamp
Bernardus Johannes Josephus Wijkamp (Zwolle, 11 maart 1879 - Baarn, 23 juni 1951) was een Nederlands politicus voor de SDAP, later PvdA.

## Onderwijzer
Bernard Wijkamp begon zijn carrière als 18-jarige onderwijzer in het Noord-Brabantse plaatsje Hoeven.  In 1898 werd hij onderwijzer aan de Oosterschool in Baarn. Hier leerde hij de onderwijzeres mej. L.W. Goudswaard kennen, met wie hij in 1902 trouwde.

## Drankbestrijding
Wijkamp was gedurende zijn gehele loopbaan actief in het bestrijden van drankgebruik. In zijn trouwjaar richtte Bernard de afdeling Baarn op van de Nederlandsche Vereeniging tot Afschaffing van Alcoholhoudende Dranken. Ook was hij zeventien jaar lang voorzitter van het hoofdbestuur van deze landelijke vereniging.

## Gedeputeerde
Baarn kreeg in 1905 mede door zijn toedoen een eerste afdeling van de SDAP.
Op 1 juli 1919 werd hij de eerste socialistische gedeputeerde van de provincie Utrecht. Van 1939 tot juli 1942 was Wijkamp waarnemend commissaris van de koningin in Utrecht. Na de oorlog zou hij nogmaals een jaar deze functie bekleden. Hij bleef gedeputeerde tot 1 september 1941 en na de Tweede Wereldoorlog tot 1946. Als gedeputeerde was hij verantwoordelijk voor verkeer, volksgezondheid, krankzinnigenzorg en onderwijs. Zijn portefeuille omvatte tevens de drinkwatervoorziening van de provincie Utrecht. Na een benoeming als voorzitter van de Stichting Drinkwaterleiding Zuid Utrecht werd hij commissaris van de energiekolos PUEM/Pegus. Op 15 augustus 1921 nam hij ontslag als onderwijzer aan de Oosterschool. Van 1924 tot 1941 en na de oorlog tot 1946 was hij lid van de Tweede Kamer waarbij hij de plotseling overleden ds. Hugenholz opvolgde. Op 21 juli 1942 werd hij door de Duitse bezetter gearresteerd waarna hij tot 10 maart 1943 als politiek gevangene verbleef in kamp Sint-Michielsgestel.

## Wethouder
Van 1946 tot 1951 was hij wethouder van Baarn, waarvan hij tot zijn dood voorzitter zou blijven. In deze periode moetst het Rijk financiële steun geven om de begroting sluitend te krijgen. In zijn portefeuille zaten Onderwijs, Gasbedrijf. Maatschappelijke Bijstand en Personeelszaken en zware portefeuille Woonruimtewet.
Tot zijn nevenfuncties behoorde sinds 1930 ook het regentschap van de Willem Arntszhoeve.
Wijkamp werd begraven op de Nieuwe algemene begraafplaats aan de Eikenboschweg.
Begin jaren vijftig werd de naam Eikenboschweg veranderd in Wijkamplaan.

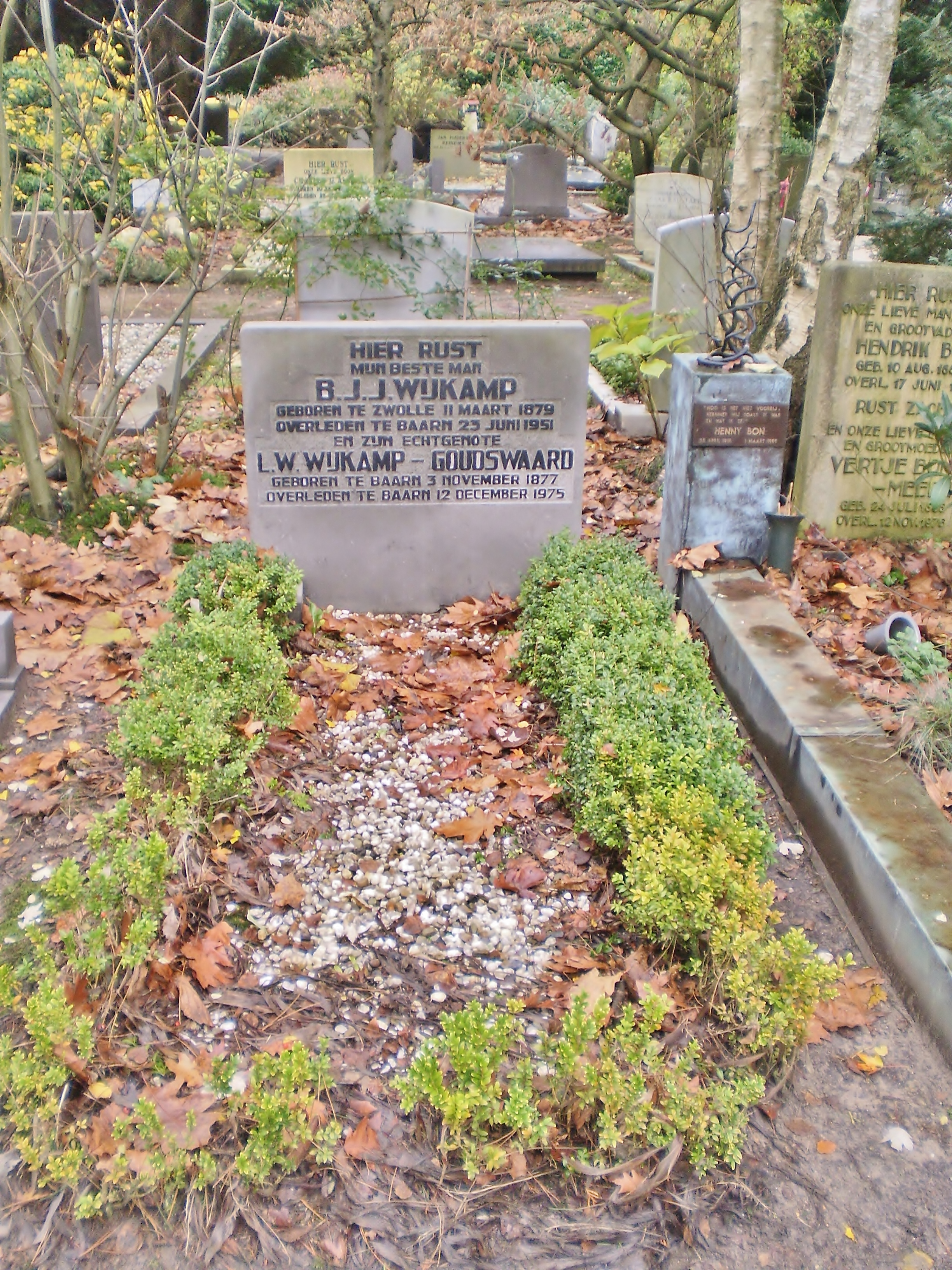
Graf B.J.J Wijkamp
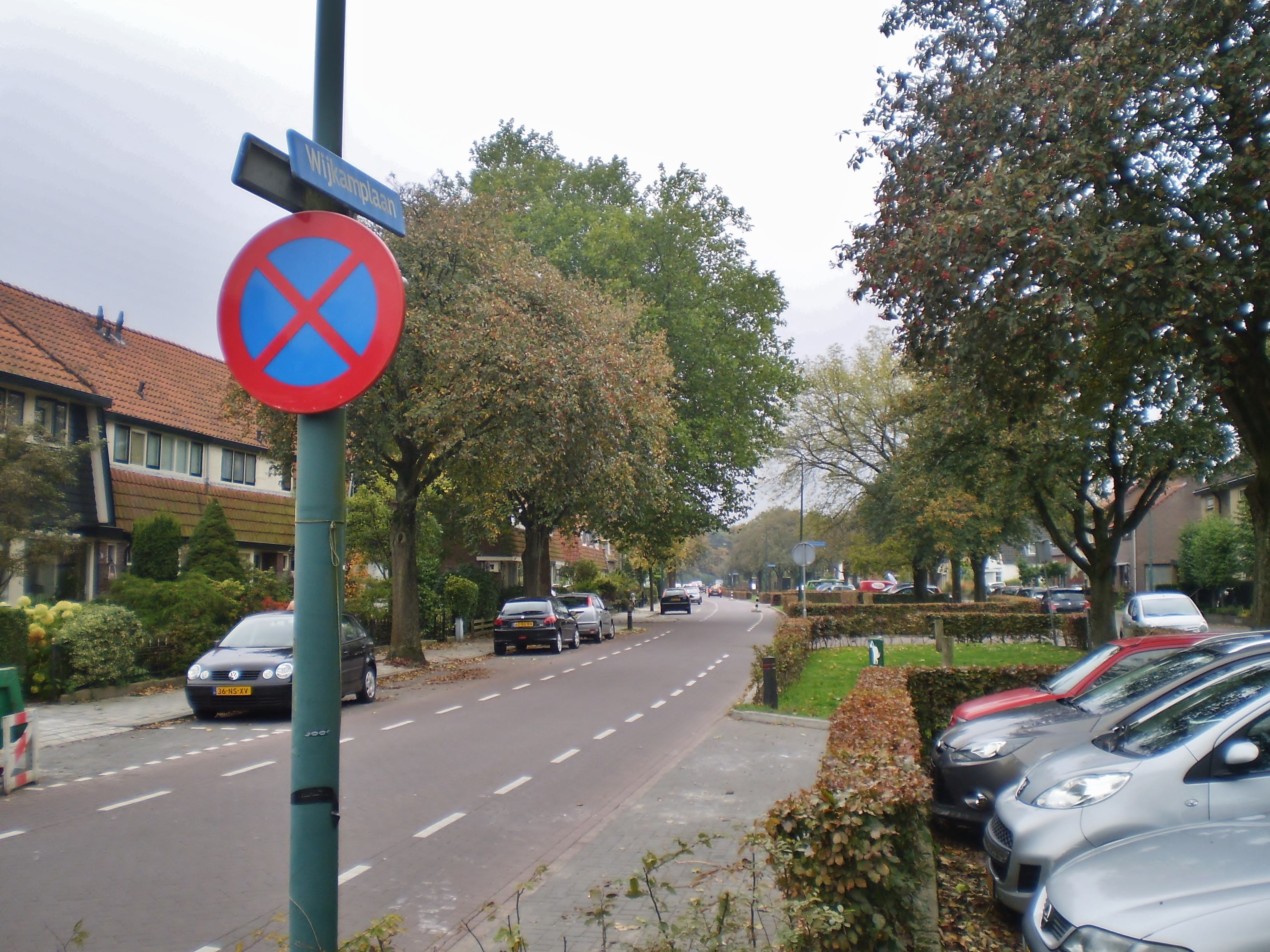
Wijkamplaan

- Biografisch Portaal: 69192623
- Parlement.com: vg09lld6j3zr